# Кејв Сити (Арканзас)
Кејв Сити (енгл. Cave City) град је у америчкој савезној држави Арканзас.

## Демографија
По попису из 2010. године број становника је 1.904, што је 42 (-2,2%) становника мање него 2000. године.
| Група             | 2000.         | 2010.         |
| Белци             | 1.883 (96,8%) | 1.811 (95,1%) |
| Афроамериканци    | 11 (0,6%)     | 6 (0,3%)      |
| Азијати           | 1 (0,1%)      | 2 (0,1%)      |
| Хиспаноамериканци | 23 (1,2%)     | 48 (2,5%)     |
| Укупно            | 1.946         | 1.904         |